# Джеймс Стюарт, герцог Ротсей (1540—1541)
Джеймс Стюарт, герцог Ротсей (скотс James Stewart, Duke o Rothesay; 22 мая 1540 — 21 апреля 1541) — шотландский принц, сын короля Шотландии Якова V и Марии де Гиз, наследник престола Шотландии с момента своего рождения и до смерти (носил титул герцог Ротсей). Умер 21 апреля 1541 года в Сент-Эндрюсе.

## Источник
- Alison Weir, Britain’s Royal Family: A Complete Genealogy